# Astragalus bibullatus
Astragalus bibullatus — вид квіткових рослин з родини бобових (Fabaceae). Ареал охоплює такі країни: США (Теннессі).

## Середовище
Вид зустрічається в екосистемах вапнякових кедрових галявин у басейні Середнього Теннессі. Умови навколишнього середовища на вапнякових галявинах екстремальні: вологі навесні та дуже сухі влітку. Передбачуваною загрозою з найбільшим впливом є деградація середовища існування на вапнякових галявинах та їх втрата внаслідок забудови та розчищення земель.